# Кожухов, Александр Валентинович
Александр Валентинович Кожухов (29 августа 1965 — 13 октября 1996, Куала-Тренгану) — советский и узбекский футболист.

## Биография
Окончил школу № 107 города Ташкента. Известен по выступлениям за «Пахтакор» в 1-й лиге СССР (1987-89) и высшей лиге Узбекистана (1992).
В составе сборной Узбекской ССР стал серебряным призёром Спартакиады народов СССР 1986 года. 28 июня 1992 провёл игру за сборную Узбекистана против сборной Туркменистана.
В 1995 уехал играть в Малайзию, выступал за клубы «Мелака» и «Тренгану».
13 октября 1996 Александр Кожухов был найден мертвым под окном дома, в котором он проживал на 13-м этаже в городе Куала-Тренгану.
По словам 41-летней вдовы Беллы, проснувшись в воскресенье утром 13 октября, она увидела в спальне следы крови (Александр сначала пытался вскрыть вены бритвой). Чуть позже, выйдя на балкон, она увидело тело.
Причины смерти так и остались невыясненными. У Кожухова от 1-го брака остался ребенок, с Беллой детей не было.

## Статистика
| Сезон | Клуб              | Матчи | Голы |
| ----- | ----------------- | ----- | ---- |
| 1983  | Сохибкор          | 29    | 0    |
| 1984  | Сохибкор          | 37    | 2    |
| 1985  | Звезда (Джизак)   | 26    | 0    |
| 1987  | Пахтакор          | 13    | 0    |
| 1988  | Пахтакор          | 35    | 2    |
| 1989  | Пахтакор          | 4     | 0    |
| 1990  | Согдиана (Джизак) | 24    | 1    |
| 1991  | Умид (Ташкент)    | 40    | 3    |
| 1992  | Пахтакор          | 12    | 1    |
| 1992  | Звезда (Городище) | 20    | 2    |
| 1993  | ЦСКА              | 7     | 0    |
| 1994  | Торпедо (Миасс)   | 7     | 1    |
| 1995  | Мелака            | ?     | ?    |
| 1996  | Тренгану          | ?     | ?    |